# Майже людина
«Майже людина» (англ. Almost Human) — американський науково-фантастичний телесеріал, створений Дж. Х. Уіманом. Прем'єра серіалу відбулася 17 листопада 2013 року на телеканалі Fox.

## Сюжет
Події відбуваються в майбутньому 2048 році, коли в напарники до поліцейських Лос-Анджелесу приставлені роботи андроїди. Напарником головного героя — поліцейського, який не любить андроїдів, призначений робот, здатний відчувати емоції.

## У ролях
- Карл Урбан —  Джон Кеннекс
- Майкл Ілі —  Доріан
- Мінка Келлі —  Валері Став
- Маккензі Крук —  Руді Лом
- Майкл Ірбі —  Річард Пол
- Лілі Тейлор —  капітан Сандра Мальдонадо

## Розробка і виробництво
Серіал вперше з'явився як запланована програма Fox Broadcasting Company у вересні 2012 року. У січні 2013 року, Fox дав зелене світло виробництву пілотного епізоду. 8 травня 2013 серіал був доданий в графік. 9 вересня 2013 було оголошено, що виконавчий продюсер Нарен Шанкар, який приєднався до виробництва серіалу після пілотного випуску, пішов через творчі розбіжності. Творець телесеріалу Дж. Х. Уіман буде продовжувати роботу як єдиний шоураннер.
Прем'єра шоу була спочатку запланована на понеділок 4 листопада 2013. Проте пізніше Fox оголосив двотижневу затримку і що прем'єра серіалу стартує зі спеціального попереднього показу в неділю 17 листопада до переїзду на свій основний час в понеділок.

## Список серій

### Епізоди
- Пілот
- Шкіра
- Ти приймаєш ?